# Välkommen hem!
Välkommen hem! är ett studioalbum av Peter LeMarc från 1990.
Albumets singlar var "Mellan dej och mej" och "Ett troget hjärta".

## Låtlista
Musik och text av Peter LeMarc.
1. Välkommen hem!
2. Vänta inte till gryningen när du längtar
3. Säg farväl!
4. Mellan dej och mej
5. Mellan månen och mitt fönster
6. Allt är över nu
7. Hur man älskar en sargad själ
8. Ett troget hjärta
9. Fri lejd
10. Vaggsång kl. 4
11. Blå är nattens låga
12. Jakobs kärr

### Anmärkning
Nr 11 och 12 var bonusspår som bara ingick på CD-versionen av albumet.

## Medverkande
- Peter LeMarc – sång
- Werner Modiggård – trummor
- Tony Thorén – bas
- Carla Jonsson – gitarr
- Torbjörn Hedberg – klaviatur
- Magnus Person- trummor, slagverk

| Lista (1990) | Topplacering |
| ------------ | ------------ |
| Sverige      | 5            |